# Louis Didier Jousselin
Louis Didier Jousselin ur. 1 kwietnia 1776 w Blois, zm. 3 grudnia 1858 w Vienne-en-Val – francuski inżynier kolejnictwa i polityk.

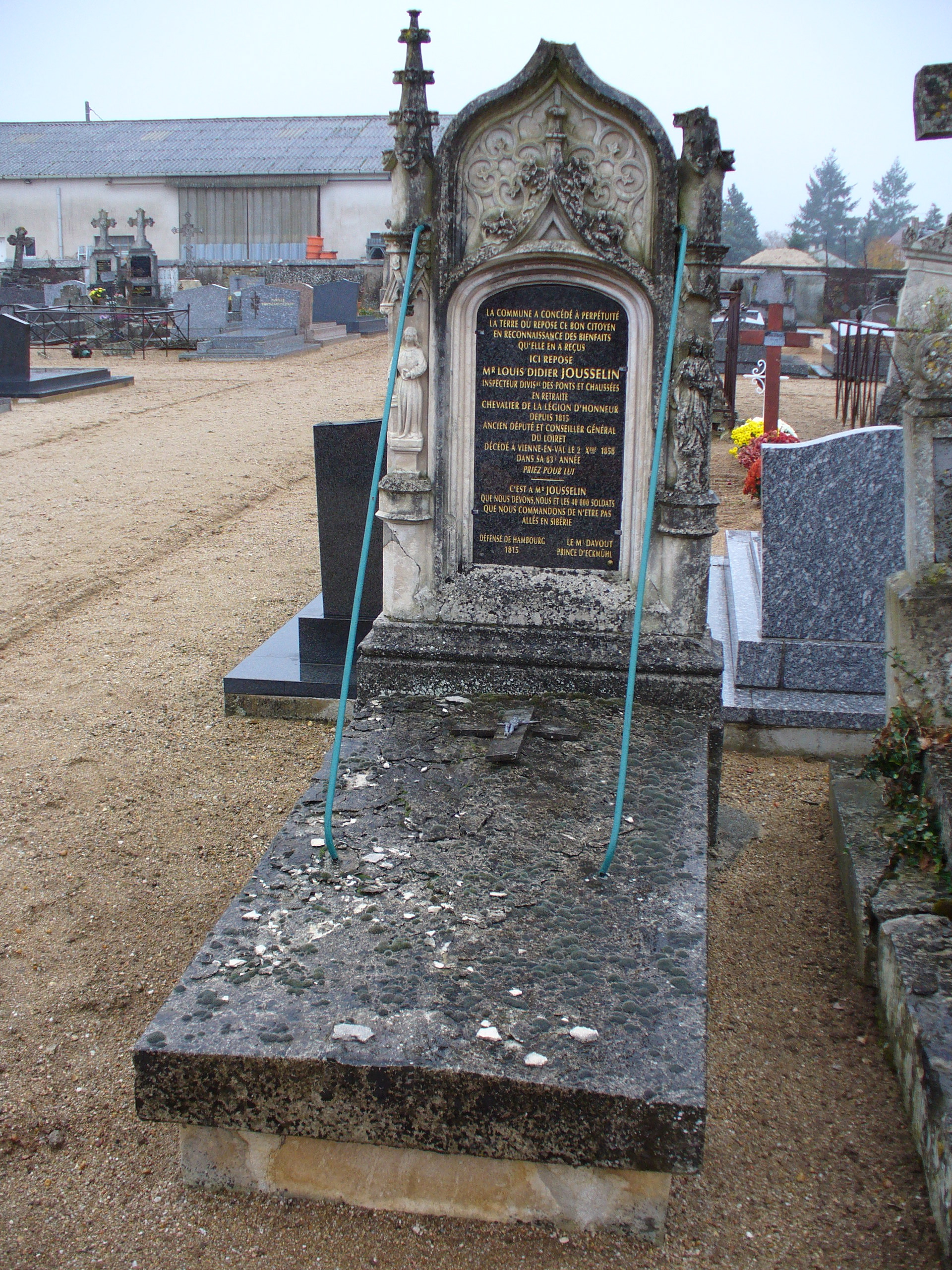
Grób Jousselina

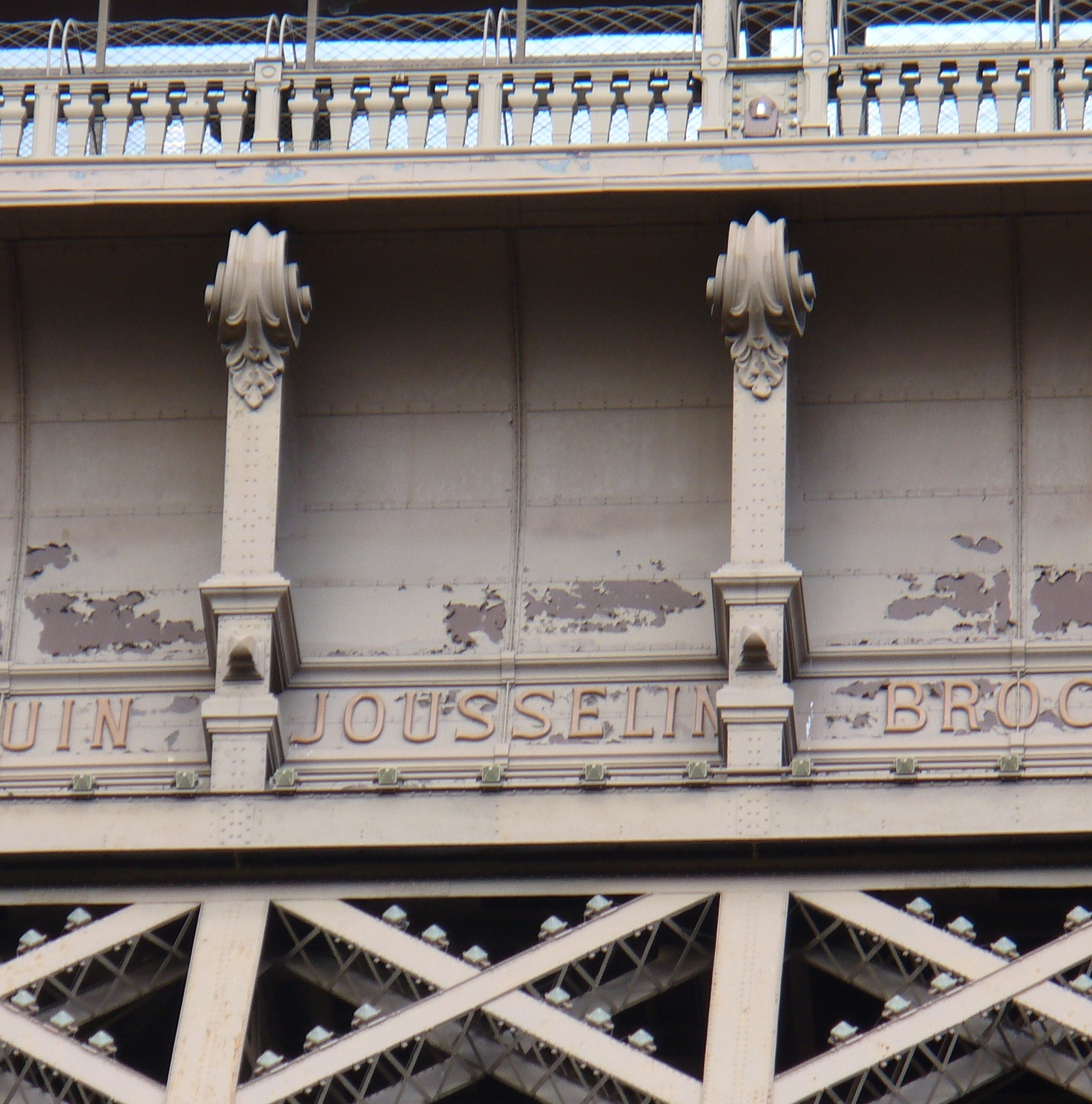
Nazwisko Louis Didier na Wieży Eiffla

Był jednym z pierwszych absolwentów École Polytechnique. Pracował nad Kanałem Północnym w Maastricht. W latach 1813–1814 brał udział w obronie Hamburga. W ciągu 120 dni zbudował drewniany most o długości 6 km, czym umożliwił wejście do miasta oddziałów rosyjskich.
Jego nazwisko pojawiło się na liście 72 nazwisk na wieży Eiffla.